# Teracotona abyssinica
Teracotona abyssinica är en fjärilsart som beskrevs av Rothschild 1933. Teracotona abyssinica ingår i släktet Teracotona och familjen björnspinnare. Inga underarter finns listade i Catalogue of Life.